# Onychostoma alticorpus
Onychostoma alticorpus é uma espécie de peixe actinopterígeo da família Cyprinidae.
Apenas pode ser encontrada em Taiwan.